# Paulina Uścinowicz
Paulina Uścinowicz (ur. 16 października 1999) – polska piłkarka ręczna grająca we francuskim klubie Fleury Loiret Handball oraz w polskiej reprezentacji narodowej. Wcześniej grała w polskim klubie Arka Gdynia i duńskim København Håndbold.
Reprezentowała Polskę w Mistrzostwach Europy w Piłce Ręcznej Kobiet 2020. Na tym turnieju pierwszy raz wystąpiła w meczu seniorskiej reprezentacji swojego kraju (zastąpiła w kadrze Joanne Wołoszyk (7 grudnia 2020 w spotkaniu z Niemcami)